# Шармай, Любовь Георгиевна
Любовь Георгиевна Шармай (после замужества — Гончарова; род. 15 апреля 1956, Москва) — советская баскетболистка. Заслуженный мастер спорта СССР (1980).

## Биография
В 1973 году выступала за «Серп и Молот».
В 1974—1985 — в ЦСКА.
- Чемпионка ОИ-80
- Чемпионка Европы 1978, 1980
- Чемпионка СССР 1985
- Чемпионка Универсиады 1977